# Peterhof

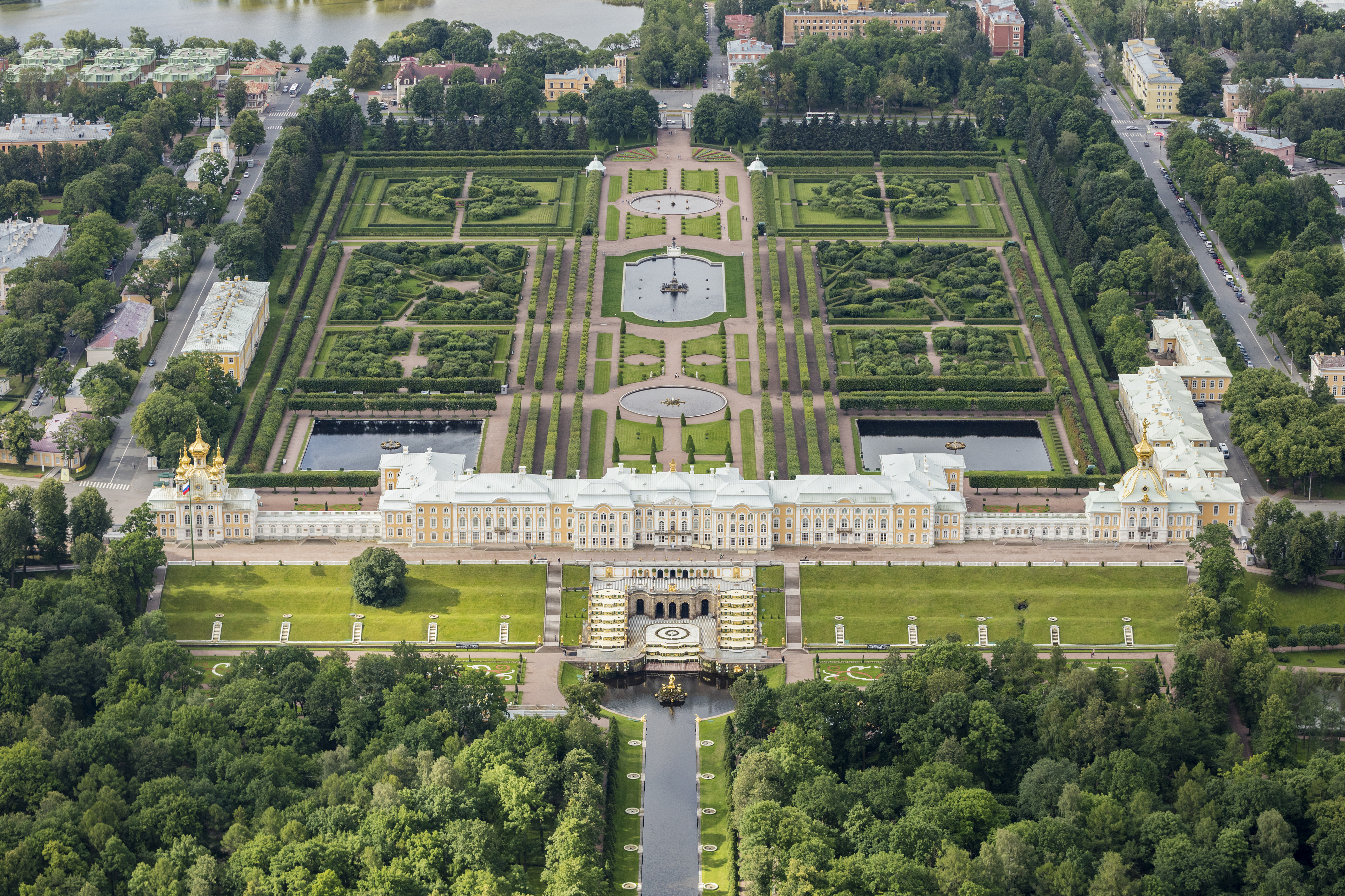
A Nagy Palota és a Felső kertek légifelvétele

A Peterhof vagy Petrodvorec (orosz: Петерго́ф, Petergóf) (a kora újkori holland "Pieterhof", azaz "Pieter udvara" utánzata), paloták és kertek sorozata Petergofban. I. Péter építtette XIV. Lajos francia király Versailles-i kastélyára adott válaszaként. Nagy Péter 1709-ben eredetileg vidéki nyaralónak szánta, de 1717-ben a francia királyi udvarban tett látogatása nyomán bővíteni akarta a birtokot, ezért kapta a hely az "orosz Versailles" becenevet. Az építész 1714 és 1728 között Domenico Trezzini volt, és az általa alkalmazott stílus lett az alapja az egész Szentpéterváron kedvelt péteri barokk stílusnak. Szintén 1714-ben Jean-Baptiste Alexandre Le Blond megtervezte a kerteket, akit valószínűleg a versailles-i kertépítővel, André Le Nôtre-vel való korábbi együttműködése miatt választottak ki. Francesco Bartolomeo Rastrelli 1747 és 1756 között kibővítette a létesítményt Erzsébet cárnő megbízásából. A palotaegyüttes a városközponttal együtt az UNESCO Világörökség része.

## Építés
A nagy északi háború vége 1721-ben a nystadi békével zárult, amely szerint a Svéd Birodalom Balti-tengerre vonatkozó igényeinek nagy részét átengedte a felemelkedő orosz cárságnak. Nagy Péter már 1703-ban megkezdte új fővárosa, Szentpétervár építését, miután sikeresen elfoglalta a svéd tartományokat a keleti partvidéken. Ez a stratégiai jelentőségű hely lehetővé tette az oroszok számára, hogy a Finn-öbölbe torkolló Néva folyón keresztül kijussanak a Balti-tengerre. A Kotlin-sziget és a Szentpétervártól északkeletre fekvő Kronstadt erődítménye a városhoz közelebbi sekély víz miatt átjárót és kereskedelmi kikötői hozzáférést biztosított.
A 18. század elején I. Péter az Oroszország modernizálására és nyugatiasítására irányuló céljai részeként építette és bővítette a Petrodvorec-palotakomplexumot.

### Monplaisir Palota (1714-1723)

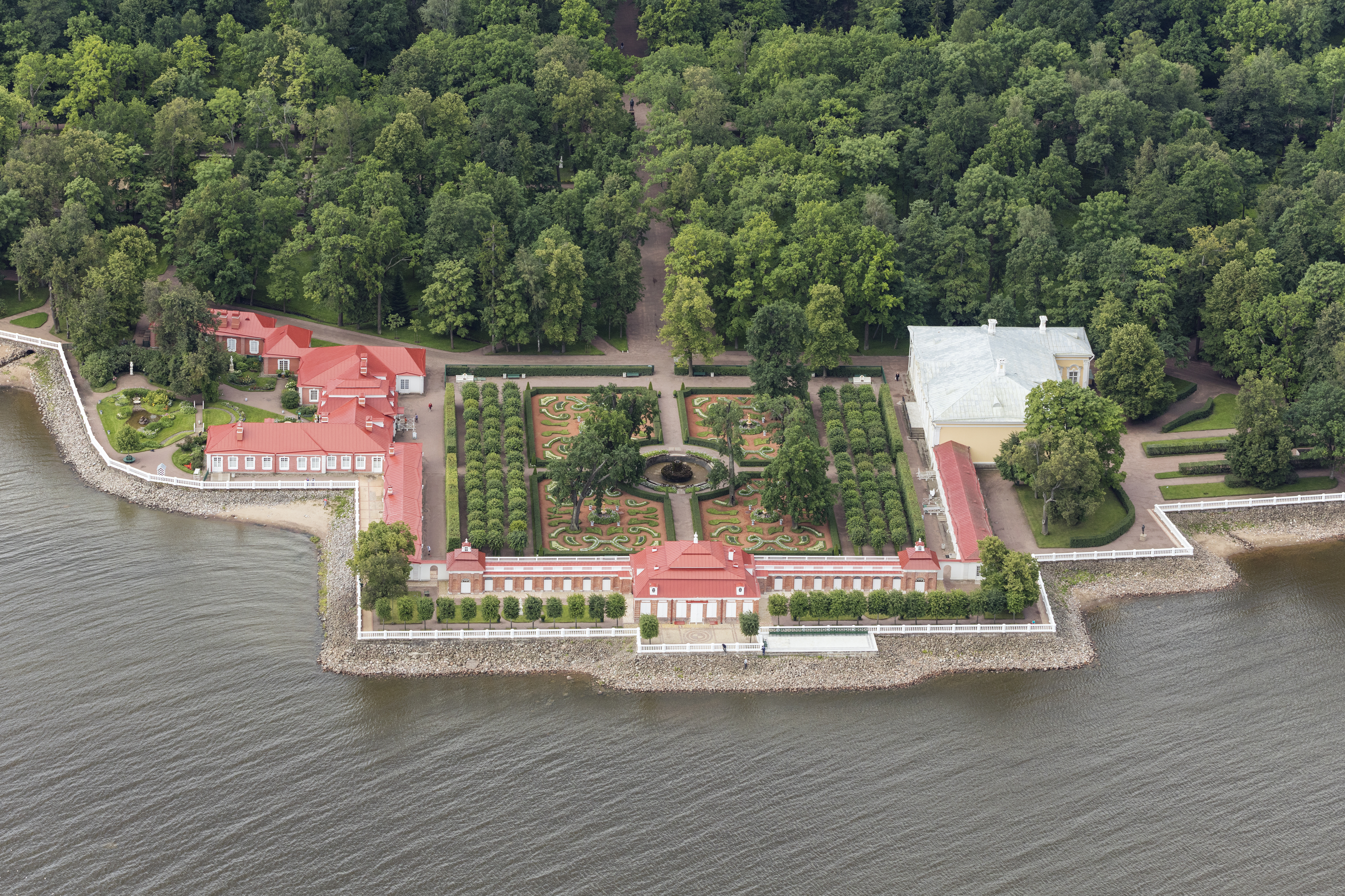
A Monplaisir Palota és a kertek légifelvétele

1714-ben I. Péter saját vázlatai alapján megkezdte a Monplaisir Palota (francia: "kedvtelésem") építését. „Nemcsak a helyszínt, hanem a belső elrendezést, a dekoratív kivitelezés néhány elemét stb. is ismertette”. Holland stílusban épült, ez volt Nagy Péter nyári rezidenciája (nem összetévesztendő a Nyári Palotával), amelyet a kronstadti kikötőn keresztül Európából érkező és oda tartó útjai során használt. A tengerparti palota falain több száz festmény lógott, amelyeket a cár Európából hozott, és amelyek kibírták a tenger nyirkosságát és az orosz telet fűtés nélkül. I. Péter a Monplaisir Palota tenger felőli sarkában alakította ki tengerészeti dolgozószobáját, ahonnan baloldalt Kronstadt szigetét, jobboldalt pedig Szentpétervárt láthatta. Később kibővítette terveit, hogy Versailles mintájára egy hatalmasabb, palotákból és kertekből álló királyi kastélyt építsen a szárazföld belsejében, amelyből később a Peterhof lett. A palota és kertjének eredeti tervét Jean-Baptiste Le Blond francia építész készítette.

## Elrendezése
Peterhof meghatározó természeti képződménye egy 16 m magas sziklafal, amely a parttól kevesebb mint 100 m-re fekszik. Az úgynevezett Alsó kertek (Nyizsnyij Szad), amelyek 1,02 km²-en terülnek el, Petrodvorec területének nagyobb részét teszik ki és e sziklafal és a part között húzódnak, kelet-nyugati irányban mintegy 200 m hosszan. Itt található Peterhof szökőkútjainak többsége, valamint számos kisebb palota és melléképület. Az Alsó kertektől keletre fekszik az Alexandria park 19. századi gótikus stílusú épületekkel, például a Kapellával.
A sziklaszirt tetején, az Alsó kert közepének közelében áll a Nagy Palota (Bolsoj Dvoretsz). Mögötte (délre) találhatóak a viszonylag kicsi Felső kertek (Verhnyij Szad). A palota alatti sziklafal tetején található a Nagy Vízlépcső (Bolsoj Kaszkad). Ez és a Nagy Palota az egész épületegyüttes központi eleme. A lábánál kezdődik a Tengeri Csatorna (Morszkoi Kanal), a barokk kor egyik legkiterjedtebb vízműve, amely kettészeli az Alsó kerteket.
A szökőkutak percenként 34 ezer liter vizet használnak fel a 21 hektáros területen.

### A Nagy Vízlépcső és a Sámson-kút

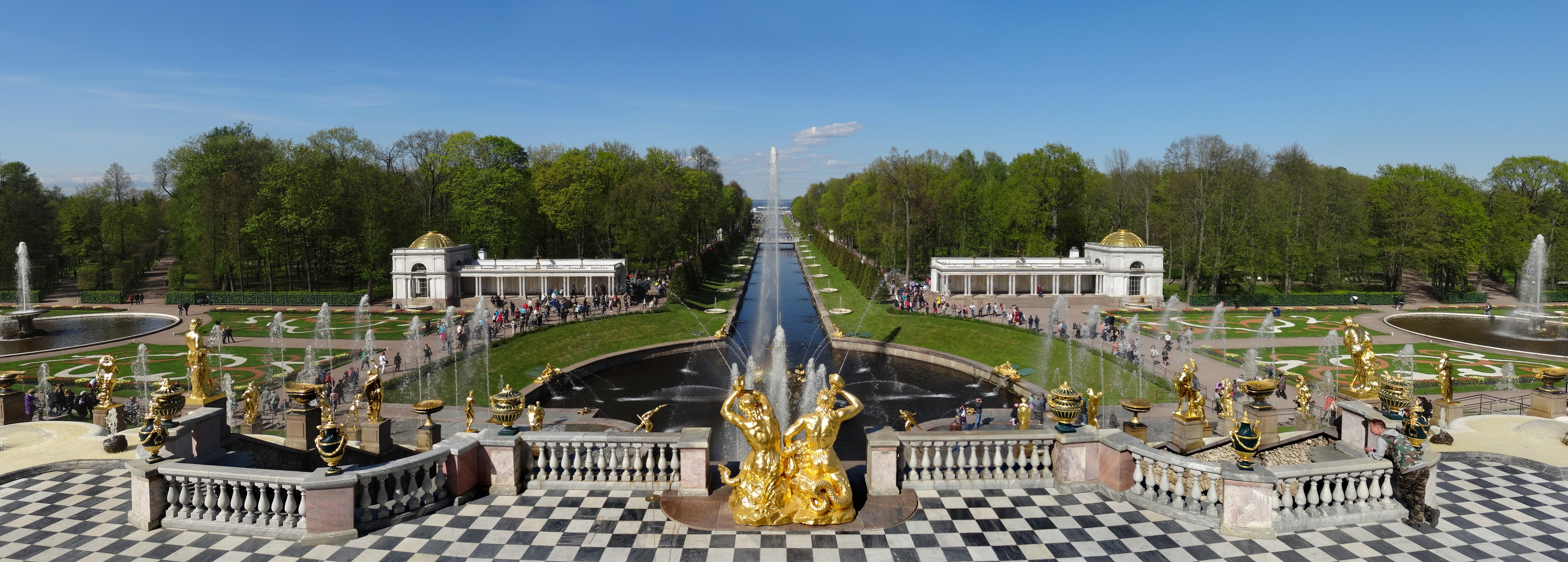
A Sámson-kút és a Tengeri Csatorna

A Nagy Vízlépcső a XIV. Lajos számára a Château de Marly-ban épített vízlépcső mintájára készült, amelynek szintén a park egyik melléképületében állítottak emléket.
A vízesés közepén egy kétemeletes, kívül-belül faragott barna kővel burkolt mesterséges barlang található. Jelenleg a szökőkutak történetét bemutató múzeum található benne. Az egyik kiállítási tárgy egy asztal, amelyen egy tál (mesterséges) gyümölcs van, egy hasonló asztal másolata, amelyet Nagy Péter vezetésével készítettek. Az asztalra vízsugarakat szereltek, amelyek eláztatják a látogatókat, amikor azok a gyümölcsökért nyúlnak - ez a manierista kertekből átvett, Németországban továbbra is népszerű elem. A barlangot egy rejtett folyosó köti össze a felette és mögötte lévő palotával.
A Nagy Vízlépcső szökőkútjai a barlang alatt és két oldalán találhatók. Összesen 64 szökőkút van. Vízük egy félkör alakú medencébe ömlik, amely a szökőkutakkal szegélyezett Tengeri Csatorna végpontja. Az 1730-as években ebben a medencében helyezték el a nagy Sámson-kutat. A szökőkút kétszeresen is szimbolikus, mivel azt a pillanatot ábrázolja, amikor Sámson feltépi az oroszlán állkapcsát, amely pedig Oroszország győzelmét jelképezi Svédország felett a Nagy északi háborúban. Az oroszlán a svéd címer egyik eleme, és 1709-ben Poltavánál a háború egyik döntő csatáját Szent Sámson napján nyerték meg. Az oroszlán szájából egy 20 méter magas függőleges vízsugár lövell ki, amely a legmagasabb a Peterhofban. Mihail Kozlovszkij e remekművét a második világháború alatt a megszálló németek kifosztották. A szobor másolatát 1947-ben állították fel.
Petrodvorec talán legnagyobb technológiai vívmánya, hogy az összes szökőkút szivattyú nélkül működik. A víz természetes forrásokból származik, és a Felső kertekben lévő víztározókban gyűlik össze. A tengerszint feletti magasságkülönbség hozza létre azt a nyomást, amely az Alsó kertek legtöbb szökőkútját, köztük a Nagy Vízlépcsőt is hajtja. A Sámson-kút vízellátását egy különleges, több mint 4 km hosszú vízvezeték biztosítja, amely a vizet és a nyomást egy magasan fekvő forrásból nyeri.

### Az Alsó kertek

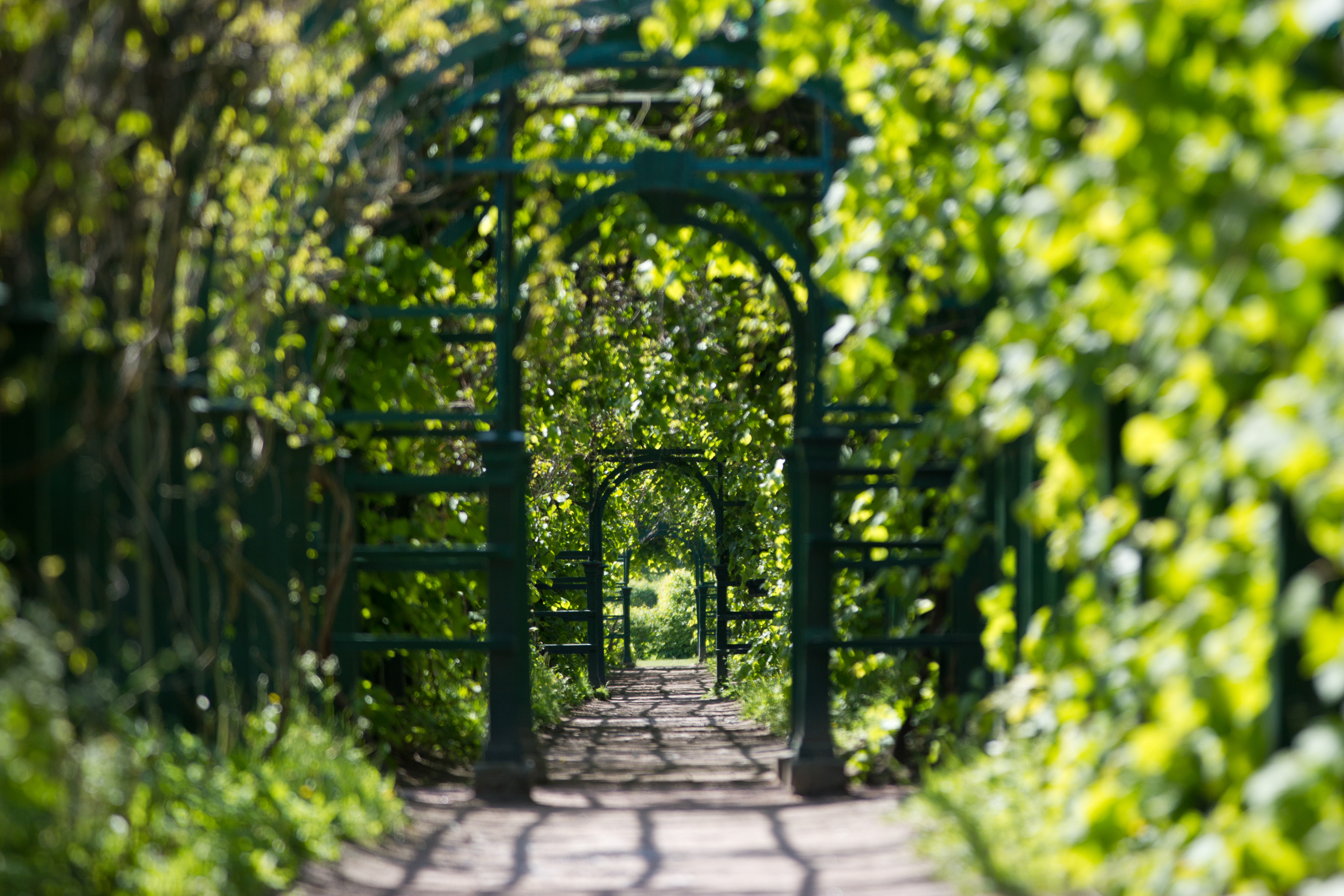
A kert egyik része

Az Alsó kertek a 17. századi francia barokk kertek stílusában lett kialakítva. Bár sok fa túlnőtt, az utóbbi években a kert eredeti arculatának visszaállítása érdekében újra elkezdték a fák nyírását a sok sétaút mentén. Az itt található számos szökőkút szokatlanul kreatív. Az egyik legjelentősebb alkotás címe „A Nap”. A pereméről vízsugarakat kibocsátó korong a napsugarak képét hozza létre, és az egész szerkezet egy függőleges tengely körül forog, így a „Nap” iránya is folyamatosan változik.
Ugyanaz a sziklafal, amely a Nagy Vízlépcső helyszínéül szolgál, két másik, nagyon különböző vízlépcsőnek is otthont ad. A Nagy Palotától nyugatra található az Aranyhegy (Золотая Гора), amelyet márványszobrok díszítenek és amelyek ellentétben állnak a Nagy Vízlépcső aranyozott figuráival. Keletre található a Sakk-hegy (Шахматная Гора), egy széles csúszda, amelynek felszíne feketén-fehéren van burkolva, mint egy sakktábla. Petrodvorec legjelentősebb szökőkútjai az „Ádám” és „Éva”. Szimmetrikusan helyezkednek el a Tengeri Csatorna két oldalán, nyolc ösvény találkozásánál.

### A Nagy Palota

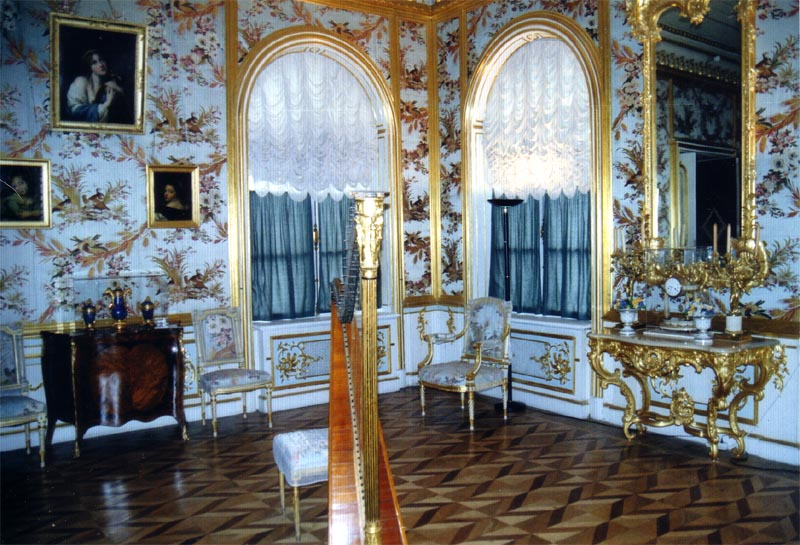
Francia stílusú berendezés

Peterhof legnagyobb palotája az Alsó vagy Felső kertekből nézve igazán impozánsnak tűnik, de valójában meglehetősen keskeny és nem is túl nagy. Mintegy harminc szobája közül több is említést érdemel.
A Cseszmei termet tizenkét nagyméretű festmény díszíti, amelyeken a cseszmei csata, az orosz–török háború (1768–74) egyik lenyűgöző tengeri győzelme látható. Ezeket 1771 és 1773 között festette Jakob Philipp Hackert német művész. A nagy csatajelenetek első ábrázolásait a szemtanúk kritizálták, mivel nem mutatták meg valósághűen a felrobbanó hajók következményeit - a repülő fadarabokat, a nagy lángokat, a füstöt és a tűzgolyókat. Hackert nem kutatta fel az orosz és török erők tényleges pozícióit sem a csata során, így az ábrázolt jelenetek kissé fantáziadúsak, de hatásosan átadják a tengeri háború pusztítását.
A Kelet- és Nyugat-kínai szekrényeket 1766 és 1769 között rendezték be, hogy a keletről importált dísztárgyakat kiállítsák. A „Lakkterem” falait orosz kézművesek keleti mintákat utánozva díszítették, és sárga-fekete lakkozott kínai látképekkel díszítették. Egy másik, a palota közepén található terem a Képcsarnok nevet viseli. Egy másik, a palota közepén található terem a Képcsarnok nevet viseli. A falakat szinte teljes egészében egy 368 festményből álló sorozat borítja, amelyek többnyire különböző öltözetű, külsejükben, sőt korukban is eltérő nőket ábrázolnak, de a legtöbbjüket egyetlen modell alapján festették. Ezeket 1764-ben vásárolták meg a Szentpéterváron elhunyt P. Rotari olasz művész özvegyétől.

### Egyéb látványosságok

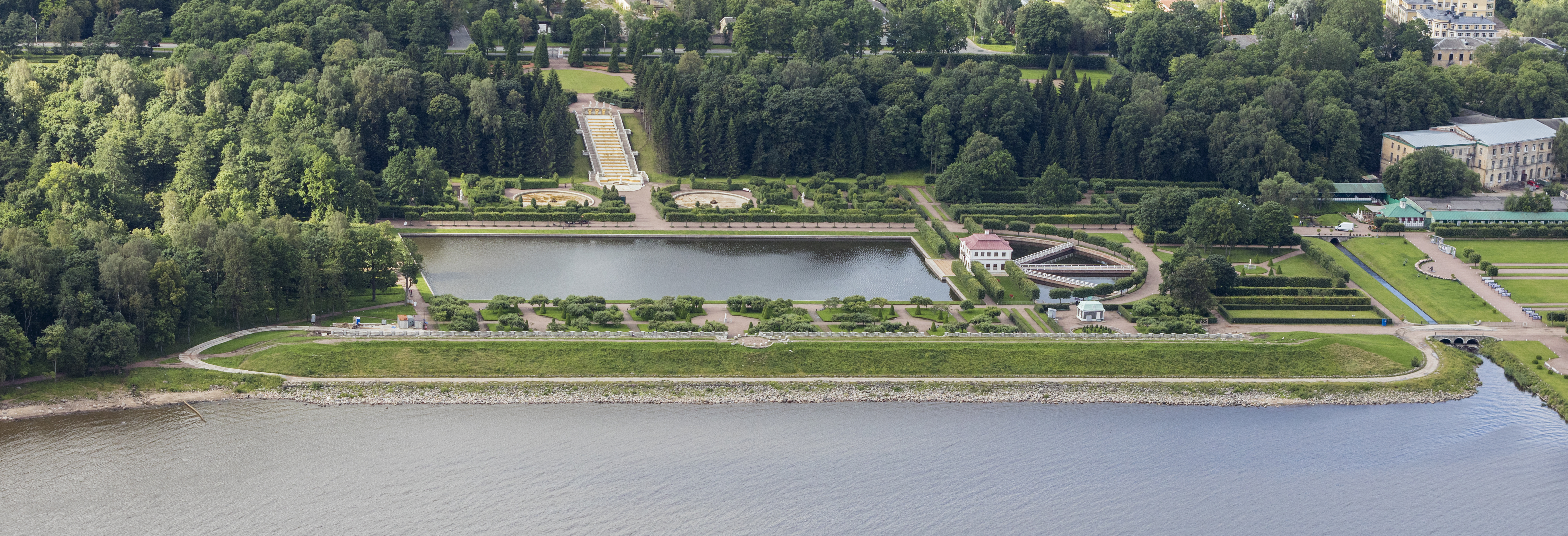
A Marli Palota az Alsó kertekben

Peterhofban nem a Nagy Palota az egyetlen történelmi cári épület. A Monplaisir és Marli palotákat, valamint az Ermitázs néven ismert pavilont mind Petrodvorec építésének kezdete során építették, Nagy Péter uralkodása idején. Az Alsó kertben egy nagy üvegház is található, az Alexandria parkban pedig I. Miklós palotája áll.
Az Alsó kertekhez hasonlóan a Felső kertek is számos szökőkutat tartalmaznak, amelyek hét széles medencében helyezkednek el. A tereprendezés azonban teljesen más; az Alsó kertekkel ellentétben, amelyek szigorúan geometrikusak, a Felső kertek nem azok. A szökőkutak közül néhányban különleges szobrok találhatók.

## Története

### 1705–1755

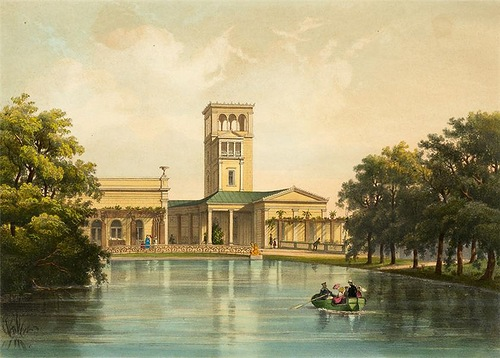
Az Ozerki pavilon (1840-es évek), készítette Jegor Meyer

Az 1700-as évek elején Petrodvorec egészen másképp nézett ki, mint ma. Sok szökőkutat még nem helyeztek üzembe, és a teljes Alexandriai park, illetve a Felső kertek még nem léteztek. A mai Felső kertekben zöldségeket termesztettek, az akkor még csak három tavacskát pedig halaknak szánták. A Sámson-kutat és annak hatalmas talapzatát még nem helyezték el a tengeri csatornában, és magát a csatornát a komplexum nagyszerű tengeri bejárataként használták.

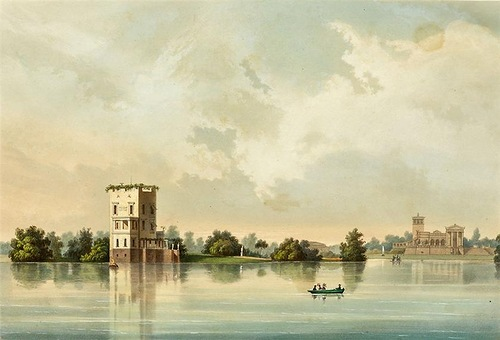
Olgin-tó (1840-es évek), készítette Jegor Meyer

Talán a legfontosabb változás, amely I. Péter cár tervét kiegészítette, az volt, hogy a Nagy Palotát központi státuszúvá és kiemelkedővé emelte. A Nagy Palotát eredetileg egyszerűen "Felső"-nek hívták, és alig volt nagyobb, mint a palotaegyüttes többi épülete. Az 1745 és 1755 között a palota épületszárnyakkal való bővítése egyike volt annak a sok projektnek, amelyet Erzsébet cárnő rendelt Bartolomeo Rastrelli olasz építésztől. Hasonlóképpen, a Nagy Vízlépcső is gyérebben volt díszítve, amikor elkészült. Peterhof eredeti szökőkútjainak bővítése és újakkal való kiegészítése még a 19. században is folytatódott.

### 1941–napjainkig
Petrodvorecet, akárcsak Carszkoje Szelót, a német csapatok 1941-ben foglalták el, és 1944-ig volt a birtokukban. A Szovjetunió német megszállása és a német hadsereg megjelenése között eltelt néhány hónap alatt a dolgozóknak csak a paloták és szökőkutak kincseinek egy részét sikerült megmenteniük. Megkísérelték a szökőkutak szobrait lebontani és betemetni, de háromnegyedük, köztük az összes nagyobb szobor a helyén maradt.

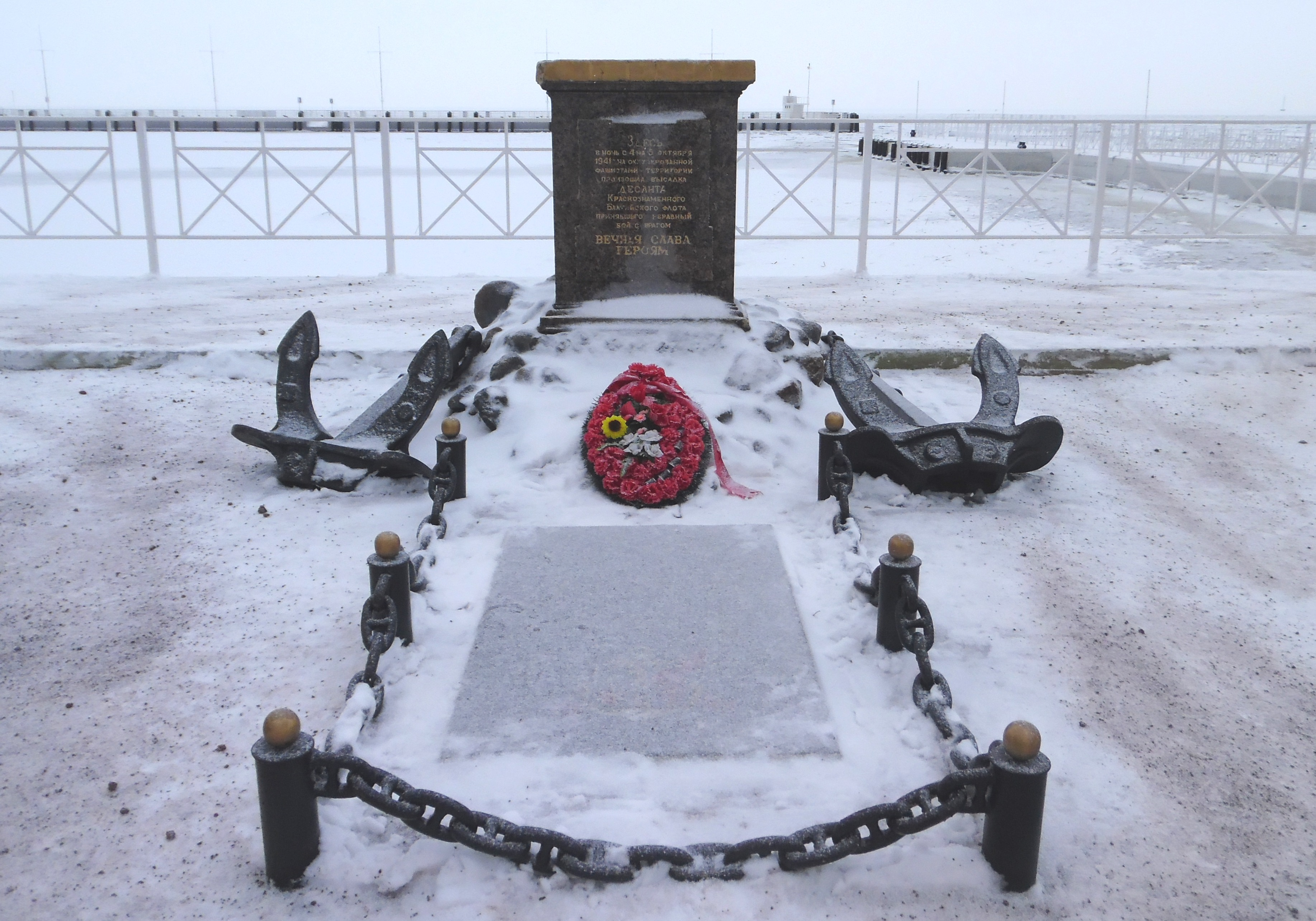
A partraszállás emlékműve Peterhof alsó kertjében, a móló közelében.

1941. szeptember 23-án a német csapatok elfoglalták Peterhofot. Két héttel később, 1941. október 5-én a szovjet csapatok megpróbálták visszafoglalni a várost és partraszállással elzárni az országutat. A szovjet balti flotta 510 tengerészgyalogosa partra szállt a szomszédos Alexandriai park partján, de a németek heves tűz alá vették őket. A hadművelet parancsnoka meghalt, a partraszálló csapatok szervezetlenné váltak, egy partraszálló hajó elsüllyedt, egy másik pedig eltűnt. Annak ellenére, hogy a szovjetek megpróbálták a partraszálló erőket Kronstadtból parti tüzérséggel fedezni, a partraszálló csapatokkal való kapcsolat hiánya miatt ezt azonban gyorsan felfüggesztették. Az evakuálási kísérletek szintén kudarcba fulladtak a német tüzérség heves bombázásai miatt (csak egy tengerészgyalogost sikerült kiemelni a vízből). A petrodvoreci partraszállási művelet kudarcot vallott, az összes partraszálló csapatot elvágták a parttól és bekerítették. Néhányan közülük eljutottak az Alsó kertekig, és a végsőkig harcoltak. Az utolsó ellenállási csoportot október 7-én megsemmisültek. A németek több tucat német juhászkutyát engedtek ki a kertekbe, hogy megtalálják a bujkáló tengerészgyalogosokat. A sebesült tengerészgyalogosok közül sokakat a kutyák halálra martak, a többeket a németek elfogták. 1980-ban emlékművet állítottak az Alsó kertek mólójának közelében.
A német megszállók Peterhof nagy részét elpusztították. A szökőkutak közül sok elpusztult, a palota pedig részben felrobbant és leégett. A helyreállítási munkálatok a háború befejezése után szinte azonnal megkezdődtek, a munkák a mai napig tartanak. Az Alsó parkokat már 1945-ben újra megnyitották a nagyközönség előtt.
Az épületegyüttes nevét 1944-ben a háborús németellenes hangulat és propaganda hatására „Petrodvorec„-re („Péter-palota”) változtatták, de 1997-ben a posztszovjet orosz kormány visszaállította az eredeti nevét. Szentpétervár 2003-ban ünnepelte fennállásának 300. évfordulóját. Ennek keretében Peterhofban az épületek és a szobrok nagy részét restaurálták.
Peterhof „rendeltetése” a Balti-tengerhez való hozzáférés ünneplése és követelése volt (miközben ezzel párhuzamosan Nagy Péter a Fekete-tenger partvidékén is terjeszkedett). Peterhof tehát a cári terjeszkedésnek (és Oroszország modernizációjának) állít emléket. Peterhofban számos tengeri csatát ábrázoló festmény található, amelyet a híres Ivan Aivazovszkij festett.

## Galéria
- Poszeidón és a palotatemplom kupolája
- A 20 méter magas függőleges vízsugár az oroszlán szájából a Sámson-kútból
- A Nagy Palota temploma
- Peterhof Felső kertjei
- Kilátás a Nagy Vízlépcsőre
- Az Ermitázs pavilon az Alsó kertekben
- A nagy trónterem
- Madárház pavilon
- Olgin pavilon
- A cárnő pavilonja

## Lásd még
- Szentpétervár történelmi központja és a kapcsolódó műemlékegyüttesek
- Oroszország világörökségi helyszínei
- Versailles-i kastély

## Fordítás
Ez a szócikk részben vagy egészben  a   Peterhof Palace című angol Wikipédia-szócikk ezen változatának fordításán alapul.  Az eredeti cikk szerkesztőit annak laptörténete sorolja fel. Ez a jelzés csupán a megfogalmazás eredetét és a szerzői jogokat jelzi, nem szolgál a cikkben szereplő információk forrásmegjelöléseként.